# Parroquia de Bossier
La parroquia de Bossier (en inglés: Bossier Parish), fundada en 1843, es una de las 64 parroquias del estado estadounidense de Luisiana. En el año 2000 tenía una población de 98.310 habitantes con una densidad poblacional de 45 personas por km². La sede de la parroquia es Benton.

## Geografía
Según la Oficina del Censo, la parroquia tiene un área total de 2245 km² (866,8 mi²), de la cual 2174 km² (839,4 mi²) es tierra y 72 km² (27,8 mi²) (3.19%) es agua.

### Parroquias adyacentes
- Condado de Miller (Arkansas) - noroeste
- Condado de Lafayette (Arkansas) - norte
- Parroquia de Webster - este
- Parroquia de Bienville - sureste
- Parroquia de Red River - sur
- Parroquia de Caddo - oeste

## Carreteras
- Interestatal 20
  -  Interestatal 220
- U.S. Highway 71
- U.S. Highway 79
- U.S. Highway 80
- Carretera Estatal de Luisiana 2
- Carretera Estatal de Luisiana 3

## Demografía
En el 2000 la renta per cápita promedia de la parroquia era de $39,203, y el ingreso promedio para una familia era de $45,542. En 2000 los hombres tenían un ingreso per cápita de $32,305 versus $23,287 para las mujeres. El ingreso per cápita para la parroquia era de $18,119. Alrededor del 13.70% de la población estaba bajo el umbral de pobreza nacional.

## Comunidades

### Ciudades y pueblos
| - Benton - Bossier City | - Haughton - Plain Dealing |

### Lugares designados por el censo
- Eastwood
- Red Chute